# Tommy Price
Thomas „Tommy” Price (ur. 2 grudnia 1911 w Cambridge, zm. 26 grudnia 1997 w Perth) – brytyjski żużlowiec.

## Życiorys
Był pierwszym indywidualnym mistrzem świata na żużlu pochodzącym z Europy. Był cztery razy w finałach mistrzostw świata.

## Przynależność klubowa
Wielka Brytania
- Wembley Lions (1937–1956)

## Osiągnięcia
Indywidualne mistrzostwa świata
- 1938:  Londyn – 12. miejsce – 8 pkt → wyniki
- 1949:  Londyn – 1. miejsce – 15 pkt → wyniki
- 1950:  Londyn – 5. miejsce – 8 pkt → wyniki
- 1954:  Londyn – 11. miejsce – 5 pkt → wyniki

Indywidualne mistrzostwa Wielkiej Brytanii
- 1946: Londyn – 1. miejsce → wyniki